# Apamea columbiae
Apamea columbiae là một loài bướm đêm trong họ Noctuidae.